# Нестеров, Вилен Валентинович
Виле́н Валенти́нович Не́стеров (8 ноября 1935, Москва — 16 апреля 2000, Москва) − советский и российский астроном, доктор физико-математических наук, профессор. Заведующий отделом астрометрии Государственного астрономического института имени П. К. Штернберга.

## Биография
Родился в Москве 8 ноября 1935 года. В 1952 году поступил на астрономическое отделение механико-математического факультета МГУ, которое окончил в 1957 году. Был принят на работу в ГАИШ старшим лаборантом.
В начале 1960-х гг. занимал должность учёного секретаря ГАИШ при директоре Д. Я. Мартынове. В 1963 году защитил кандидатскую, а в 1984 году − докторскую диссертацию на тему «Параметры вращения Земли по данным лазерной дальнометрии искусственных спутников».

## Научная деятельность
Основные труды в области астрометрии: фундаментальная астрометрия, изучение вращения Земли, космическая геодезия. Под его руководством велись работы по созданию каталога положений и собственных движений 4 млн звезд Архивная копия от 4 марта 2016 на Wayback Machine. Он активно участвовал в космическом проекте создания высокоточной координатной системы всего неба − проект «Ломоносов».
Им были подготовлены и прочитаны студентам-астрономам физического факультета МГУ курсы лекций «Общая астрометрия», «Вращение Земли», «Космическая геодезия», «Стандарт основных вычислений астрономии», «Фундаментальная астрометрия». Воспитал более 10 докторов и кандидатов наук.

## Общественная деятельность
В. В. Нестеров − один из выдающихся российских игроков в бридж первого поколения, национальный мастер. Играл с начала 1960-х гг. Член команды, принесшей первую победу россиянам на всесоюзном турнире. Стоял у истоков организации спортивного бриджа в Москве. Вилен Валентинович играл ключевую роль в период становления бриджа как спорта в России. Почти все достижения российских бриджистов на всесоюзном уровне в 1960-е и 1970-е годы так или иначе связаны с его именем. Подробнее см.: Слава Бродский «Московский бридж. Начало» . Среди его многочисленных побед − первое место в турнире мастеров 1990 года. Он не жалел сил на пропаганду бриджа в те времена, когда это было связано с немалым риском. Прекрасно переведенные им книги, среди которых выделяется «Гроссмейстерский бридж» Х. Кэлси, распространялись в виде копий, и по ним совершенствовали свою игру многие поколения советских мастеров. В память о В. В. Нестерове организованы ежегодные соревнования по бриджу: «Мемориал Вилена Валентиновича Нестерова» Архивная копия от 15 мая 2012 на Wayback Machine.

## Увековечение памяти
В честь В. В. Нестерова названа малая планета (4514) Вилен.

## Публикации
- Подобед В. В., Нестеров В. В. Общая астрометрия. — М.: Наука, 1982.
- Блинов Н. С., Нестеров В. В., Шамаев В. Г. Итоги науки и техники, серия "Астрономия", т. 23. Проблемы современной астрометрии. — М.: ВИНИТИ, 1983.